# Triều Tiên Khu ma sư
Triều Tiên Khu ma sư (tiếng Hàn: 조선구마사; Hanja: 朝鮮驅魔師; Romaja: Joseon Gumasa; tiếng Anh: Joseon Exorcist; lit.: Pháp sư đuổi ma Triều Tiên) là một bộ phim truyền hình Hàn Quốc năm 2021 thuộc thể loại siêu nhiên-giả tưởng. Bộ phim do Shin Kyung-soo đạo diễn và Park Gye-ok viết kịch bản, với sự tham gia của Jang Dong-yoon, Park Sung-hoon và Kam Woo-sung. Phim được dự kiến lên sóng trên kênh truyền hình SBS vào thứ Hai và thứ Ba hàng tuần lúc 22:00 (KST) bắt đầu từ ngày 22 tháng 3 năm 2021. Tuy nhiên, bộ phim đã bị hủy bỏ ngay sau khi phát sóng hai tập đầu tiên do phản ứng dữ dội của khán giả từ các tranh cãi liên quan đến việc xuyên tạc lịch sử và sử dụng đạo cụ Trung Quốc.

## Nội dung
Bộ phim kể về cuộc chiến đấu chống lại những linh hồn ác quỷ sống lại và muốn hủy diệt Triều Tiên của Quốc vương Taejong cùng hai người con trai của ông là Đại quân Chungnyung và Đại quân Yangnyeong.
Phim lấy bối cảnh thời kỳ Triều Tiên những năm đầu thành lập. Trong một lần Đại quân Lee Bang-won đi tuần phía bắc, ông bắt gặp một linh hồn quỷ dữ muốn thống trị con người và đã phong ấn nó. Sau khi lên ngôi Đại vương, tức vua Triều Tiên Thái Tông, ông trở thành một vị vua lạnh lùng và đầy quyền lực, luôn tự hào về việc ông đã giúp cha mình là Triều Tiên Thái Tổ lập nên triều đại Triều Tiên. Tuy nhiên, ông cũng cảm thấy tội lỗi nặng nề với những sinh mạng ông đã từng thẳng tay giết hại trên con đường chính trị. Linh hồn ác quỷ vua Thái Tông từng phong ấn trước đây đã bất ngờ hồi sinh, khiến ông một lần nữa phải chiến đấu với những ác linh.
Thế tử Yangnyeong (Park Sung-hoon) và Đại quân Chungnyeong (Jang Dong-yoon) là 2 người con của vua Thái Tông với Vương phi Wongyeong. Trong khi Đại quân Chungnyeong chỉ hứng thú với những thứ học thuật, bị buộc cùng tham gia vào trận chiến với những ác linh để bảo vệ người dân; thì Thế tử Yangnyeong lại luôn bị ám ảnh với việc khao khát được cha mình, tức vua Thái Tông, công nhận. Dù vậy, vua Thái Tông vẫn luôn mong muốn người con trưởng của ông, Thế tử Yangnyeong, một ngày nào đó có thể kế vị ngai vàng. Tuy nhiên, lòng tham đã đẩy Thế tử Yangnyeong lập bản giao kèo với những linh hồn ác quỷ.

## Diễn viên

### Vai chính
| Diễn viên      | Nhân vật                                             | Ghi chú |
| Jang Dong-yoon | Đại quân Chungnyung (sau này là Triều Tiên Thế Tông) | Em ruột của Thế tử Yangnyeong. Đam mê tìm hiểu những thứ học thuật. Anh luôn tin rằng vạn vật đều có lý do tồn tại của chúng, vì vậy họ đều có thể được đối xử công bằng không phân biệt giàu nghèo.                                 |
| Park Sung-hoon | Thế tử - đại quân Yangnyeong                         | Trưởng tử của vua Thái Tông và Vương phi Wongyeong. Anh ruột của đại quân Chungnyung. Vốn là một người đầy tự tin. Anh luôn bị ám ảnh về việc cố gắng được cha mình công nhận, nhưng hành động của anh dường như chưa bao giờ là đủ. |
| Kam Woo-sung   | Quốc vương Taejong (tức Triều Tiên Thái Tông)        | Quốc vương thứ 3 của nhà Triều Tiên. Là một vị vua lạnh lùng và đầy quyền lực, luôn tự hào rằng bản thân đã cùng với cha mình là Triều Tiên Thái Tổ gây dựng nên nhà Triều Tiên.                                                     |

### Vai phụ
- Kim Dong-jun vai Byeo-ri.

Anh là một "nam thần" điển hình ở Joseon, nhưng đã từng phải trải qua sự chê bai và chế giễu suốt thời thơ ấu của mình. Việc kìm nén nỗi cô đơn và sự tức giận đã khiến anh nổi loạn.
- Jung Hye-sung vai Moo Hwa
- Lee Yu-bi vai Eo-ri[7]
- Keum Sae-rok vai Hye-yoom[8], cộng sự của Byeo-ri.
- Min Jin-woong vai Ing-choon, cộng sự của Byeo-ri.
- Seo Young-hee vai Vương phi Wongyeong.

Bà là mẹ ruột của đại quân Yangnyeong, đại quân Chungnyung và đại quân Kangnyeong.
- Moon Yoo-jin vai Đại quân Kangnyeong

Em trai của Thế tử Yangnyeong và đại quân Chungnyung, cùng chung sinh mẫu là Vương phi Wongnyeong.
- Hong Woo-jin vai Hong Seok-joong.

Cận vệ của vua Taejong.

### Khách mời
- Park Hyuk-kwon
- Choi Moo-sung

## Sản xuất

### Tuyển diễn viên
Vào tháng 4 năm 2020, có nguồn tin nói rằng Jang Dong-yoon sẽ đóng vai chính trong bộ phim. Tháng 9 năm 2020, Jang Dong-yoon đã chính thức xác nhận sẽ tham gia bộ phim cùng với Park Sung-hoon, Kim Dong-jun, Jung Hye-sung, and Lee Yoo-bi. Tháng 11 năm 2020, Kam Woo-sung chính thức gia nhập dàn diễn viên chính. Toàn bộ dàn diễn viên cũng đã được công bố trong cùng tháng.

### Quay phim
Vào ngày 23 tháng 11 năm 2020, quá trình quay phim đã phải tạm dừng sau khi có thông tin một thành viên trong dàn diễn viên có kết quả xét nghiệm dương tính với COVID-19. Các diễn viên chính thực hiện tự cách ly để đề phòng. Jang Dong-yoon sau đó cũng bị thương do ngã ngựa khi đang quay phim vào ngày 29 tháng 12.

### Tranh cãi và hủy phát sóng
Sau khi phát sóng hai tập đầu tiên, nhiều khán giả đã chỉ trích nội dung phim vì xuyên tạc lịch sử. Người xem Hàn Quốc và Trung Quốc đã tức giận vì việc sử dụng đạo cụ Trung Quốc cho một bộ phim lấy bối cảnh từ triều đại Joseon. Một cảnh trong tập đầu tiên cho thấy vua Taejong tàn sát dân làng vô tội sau khi gặp ảo giác về người cha đã khuất của mình, tiên vương Taejo, đây là một sự kiện không có cơ sở lịch sử. Còn Đại quân Chungnyung (vua Sejong) bị người phiên dịch (với cha là John) đến từ Trung Quốc đối xử như một người hầu. Hiệp hội gia tộc Lee Jeonju, bao gồm tổ tiên là người của vương tộc Joseon, đã chỉ trích bộ phim mô tả sai lệch về quốc vương Taejong, đại quân Yangnyeong và đại quân Chungnyeong, đồng thời kêu gọi hủy bỏ bộ phim ngay lập tức. Hơn 156,000 người cũng đã kiến nghị lên Nhà Xanh để hủy bỏ bộ phim. Hơn 3,900 đơn khiếu nại đã được gửi đến Ủy ban Tiêu chuẩn Truyền thông Hàn Quốc liên quan đến bộ phim truyền hình. Vào ngày 24 tháng 3 năm 2021, công ty sản xuất và kênh truyền hình SBS đã xin lỗi về những sai sót trong lịch sử. Họ hứa sẽ gỡ bỏ những đoạn gây tranh cãi và nói rằng họ sẽ tạm nghỉ một tuần để thay đổi nội dung. Do phản ứng dữ dội của công chúng, các nhà tài trợ của bộ phim, chẳng hạn như Samsung Electronics và LG Household & Health Care, đã rút quảng cáo của họ và cắt đứt quan hệ với bộ phim. Chính quyền địa phương cũng rút lại sự hỗ trợ của họ đối với hoạt động sản xuất. Vào ngày 26 tháng 3 năm 2021, SBS thông báo rằng bộ phim đã bị hủy bỏ sau hai tập đầu tiên do phản ứng dữ dội của công chúng và sự rút lui từ các nhà tài trợ doanh nghiệp và chính quyền địa phương.

### Kiến nghị đưa bộ phim đã bị hủy lên các nền tảng phát trực tuyến
Có thông tin cho rằng những người hâm mộ quốc tế của bộ phim đang kiến nghị để Triều Tiên Khu ma sư được phát sóng trên các nền tảng phát trực tuyến như Netflix, iQIYI và Viu.